# Herulere
Herulerne var et østgermansk folkeslag, der omtales af Jordanes i hans værk Getica fra 551 som de højeste af Skandzas folk. Danerne, som blev sagt at være af samme afstamning som svearne, skulle være dem, der havde fordrevet herulerne fra deres hjemstavn. Herulerne har ikke selv efterladt sig nogen skriftlige kilder, så vi kender kun deres historie gennem andre.

## Navnet
Navnet kan være af samme rod som "jarl" og erilaR, som i runeindskriften ek erilaR, der er fundet otte steder, alle fra 500-tallet, blandt andet på et spænde fra omkring år 500, fundet ved Bratsberg i Norge. Det har både været foreslået, at ek erilaR skulle oversættes med "jeg, herulen", samt "jeg, erilen/runemesteren".  Ordet erilaR er indtil videre udelukkende opdaget brugt i 1. person ental (ek erilaR - jeg, som er erilaR). Dette "jeg" menes at referere til den person, der skrev runeindskriften (og ikke til genstandens ejer), og erilaR menes altså i én fortolkning at betyde "runemester". Denne fortolkning udelukker, at ordet erilaR kan være skrevet af en rune-kyndig ("rune-rister"/"skriver") på en andens (f.eks "jarlens"/"herulens") vegne. For uddybning, se artiklen på engelsk Wikipedia Erilaz, som mener at "heruler" samt "jarl" er mere sandsynlige oversættelser end "runemesteren".
Ingen "heruli" omtales nogensinde i angelsaksiske, frankiske eller norrøne krøniker, og hvis deres oprindelse var i Norden, har det været under et andet navn. De nævnes første gang i Gallienus' regeringstid (260-68), og omtales ikke efter ca 550. Mange har sammenlignet navnet "heruli" med angelsaksisk eorlas (= adelige) og oldsaksisk erlos (= mænd), hvoraf entalsformen erilaz hyppigt optræder i norrøne runeindskrifter, anvendt som en ærestitel.
Ifølge Procopius var herulerne det fornemste af Scandzas folk. De optrådte ved Sortehavet, på Balkan, i Gallien og Norden, så mange forskere mener, at de ikke kan have været nogen folkestamme, men snarere et omflakkende krigerfølge, en art fremmedlegion, der dræbte og øvede heltegerninger på egne og andres vegne. At navnet "heruler" samsvarer med "jarl", tyder på at de anså sig som et elitekorps.

## Sproget
Herulerne talte østgermansk. Denne sproggruppe er nu uddød, men bestod af gotisk, samt sprog og dialekter tilhørende burgundere, vandaler, gepider og heruler. 

## Skikke
Herulerne blev aldrig omvendt til kristendommen, og holdt fast ved påfaldende primitive skikke. Blev de ramt af sygdom eller alderdom, skulle de angiveligt tilkalde en bøddel, der knivstak dem på ligbålet. At sende enken på sin mands ligbål skal også have været praktiseret. De viede sig angiveligt helt til krigsførelse, og tjente ikke kun i den romerske hær, men lod sig også hyre af alle de omgivende nationer. De foragtede anvendelsen af hjelm og rustning, og beskyttede sig ikke med andet end skjolde.

## Vandringer
Tidligere troede man, at herulerne kom fra Norden, men det skyldes en dansk misforståelse af Jordanes' tekst i 1783, som imidlertid refererede en samtidig begivenhed - et forhold allerede Lauritz Weibull advarede mod i 1925. En deputation, som kom tilbage fra Norden i 548 fortalte om møderne mellem daner og herulere, som både Jordanes og Procopius fortalte videre om i Byzans 551-553. Der er således ingen historiske kilder eller arkæologi, som peger på en nordisk oprindelse - højst svage spor i Frisien. Tværtimod giver Jordanes dem selv en etymologi fra Sortehavet, og allerede fra 200-tallet spillede herulerne en betydelig rolle som lejesoldater for romerne både i Europa og Lilleasien. De skal have været frygtede sørøvere i Sortehavet. Via Konstantinopel nåede de Cypern og Kreta, og ledede et plyndringstogt gennem Balkan i år 267, hvor også gotere deltog, og hvor Athen blev plyndret. I 200-tallet optræder de i kilderne med en hyppighed, der står i stærk kontrast til de næste 150 år, hvor de slet ikke nævnes. De kan være kommet under gotisk eller hunnisk herredømme et sted i det sydøstlige Europa. Fra midten af 400-tallet kommer de til syne igen. I 460 var de i det sydlige Frankrig og det nordlige Spanien. Den romerske digter Apollinaris skrev om dem, at de kom fra "havets yderste afkrog i nærheden af dets iskolde dyb". De østlige herulere deltog i hunnernes felttog gennem Europa. Efter en opstand mod Attilas sønner i 454, oprettede herulerne et stærkt kongedømme i Mähren og Marchfeld som undertvang lokalbefolkningen. De skal have været Odoakers stærkeste støttespillere, da han efterfulgte den sidste romerske kejser i 476 og blev valgt til Italiens første konge. af sine egne, germanske tropper. Af Boethius kaldtes han "Rex Erulorum", herulerkongen.
Senere slog de sig ned i Pannonien, dvs det vestlige Ungarn, indtil langobarderne jagede dem derfra i år 509. Ifølge Procopios slog de sig i 512 ned i Illyrien, det senere Jugoslavien, med tilladelse af kejser Justinian. Som sekretær for den østromerske general Bellisarius kendte Procopius godt til herulske lejesoldater. En stor gruppe foretrak dog at trække mod nord langs den handelsrute, som de havde kontrolleret ved den Moraviske Port. I De bello Gothico skriver Procopios, at de kom til Varni (Mecklenburg) og derefter passerede de dani's nationer uden at lide overlast fra barbarerne der. Da de kom til havet drog de over og gik de i land på Thule, hvor de forblev på øen [dvs den skandinaviske halvø], "hvor de blev modtaget af goterne, en af de største stammer dér".
Procopios' og Jordanes' beretninger stemmer ret godt overens, og formodes begge at være baseret på et ældre, nu tabt, historisk værk af Cassiodorus, der i begyndelsen af 500-tallet var statskansler ved hoffet i Ravenna, hvor også den landflygtige herulerkonge Rodwulf opholdt sig. Hvis Cassiodorus er citeret korrekt (som ligheden i de to beretninger tyder på), får man her et førstehåndskendskab til herulerne og deres forhold til danerne.
Filologen Niels Lukman hævdede i sin doktorafhandling fra 1943, at Rolf Krake kunne være herulerkongen Rodwulf/Rodulf, og at sagnkredsen om heltekonger som Halfdan og Adils kom til Norden med herulernes indvandring på 500-tallet. Rodwulf faldt et sted mellem Wien og Beograd omkring år 510, og hvis han er identisk med Rolf Krake, kan Heorot være det sted ved Donau som Strabo kaldte Heorta og Jordanes Herta, et stykke vest for "Jernportene".

## De to konger
Ifølge Procopius myrdede den sydlige gruppe af heruler sin konge, Ochus. Herulerne var blevet tvangskristnet af Justinian, og der synes at have været en loyal kristen gruppe og en urolig hedensk gruppe, så der blev sendt en delegation til de skandinaviske heruler i håb om at finde en kandidat blandt dem. Men den udvalgte døde, da de kom til danernes land, så udsendingene måtte vende om og finde en ny. Denne gang kom de tilbage med Datius og hans følge på omkring 200 unge krigere. I mellemtiden havde andre tabt tålmodigheden og bedt kejser Justinian om at vælge en konge blandt dem. Han udpegede Suartuas, som havde boet længe i Konstantinopel; men da udsendingene kom nordfra med Datius, foretrak kejseren uventet ham frem for Suartuas, som vendte tilbage til Konstantinopel. Det førte til uroligheder og Datius' folk forlod snart romersk område og allierede sig med gepiderne i Transsylvanien. Da Justinian i 549 gik til krig mod gepiderne, kom omkring 1.500 heruler til at kæmpe på romersk side, mens henimod 3.000 var gepidernes forbundsfæller og kæmpede på deres side. Efter den tid fandtes der stadig små grupper af heruler, der sloges på østromersk side i Italien. De romerske hærførere var nøje med at udpege herulernes ledere blandt herulerne selv. Men efter 560 forsvinder de helt fra kilderne.
Datius blev konge for den gruppe heruler som Justinian benyttede som lejesoldater i krigene mod persere, vandalere og østgotere. Denne gruppe blev placeret omkring Beograd, men måtte senere flygte og blev knust sammen med gepiderne i 567.
Den nordiske gruppes skæbne er ikke udforsket. Uno Röndahl og Stina Helmersson mener, at kongeslægten endte i Lister Herred i det østlige Skåne  – andre, at de endte i Uppsala.